# Вольт Европа

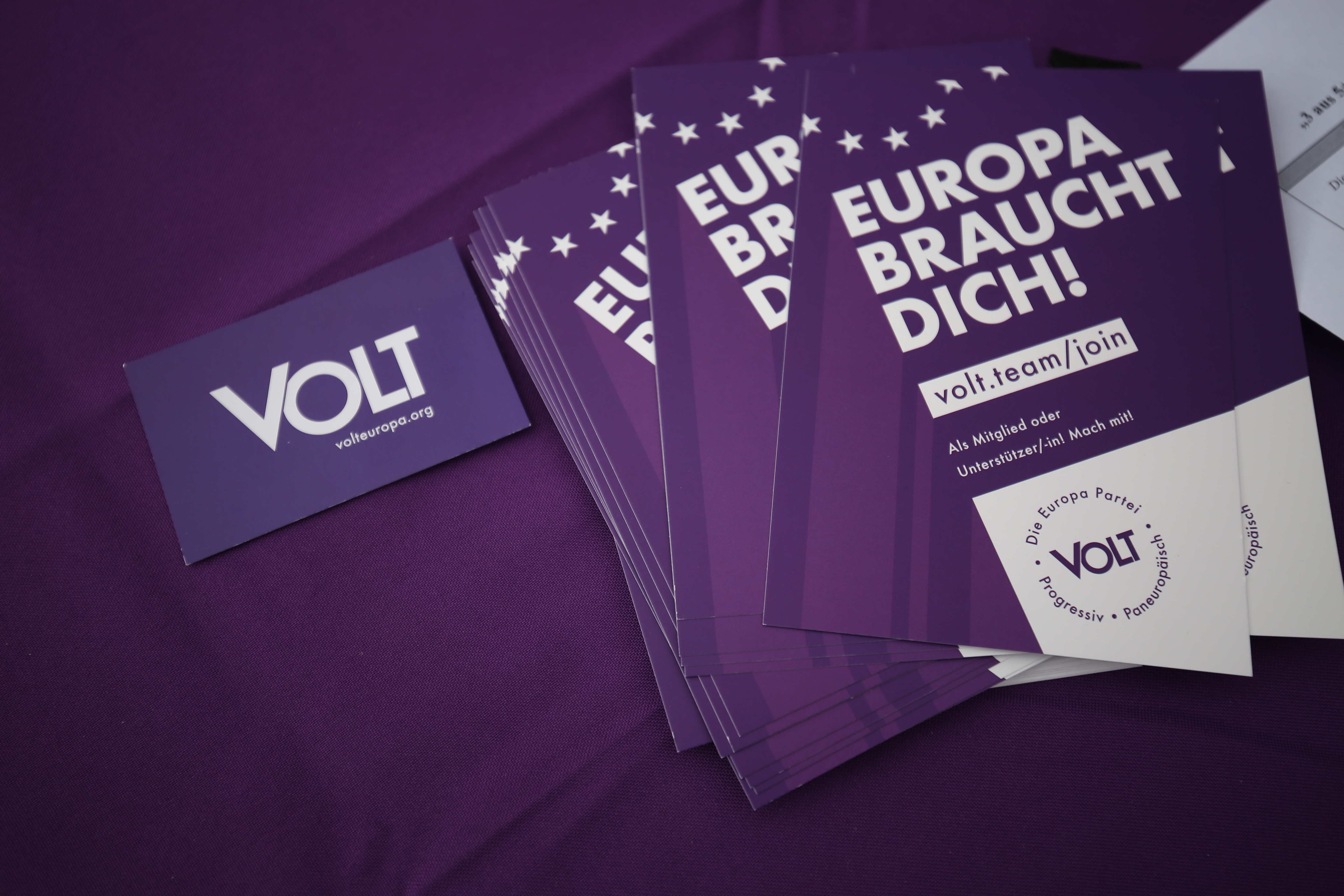
Листовки Volt в Германии

Вольт Европа (Volt Europa, часто сокращённо Вольт) — проевропейское и еврофедералистское политическое движение, которое является общеевропейской партией, созданной для участия в выборах в Европейский парламент в мае 2019 года. Оно было основано в 2017 году Андреа Венцоном при поддержке Коломб Каэн-Сальвадор и Дамиана Бёзелагера. По итогам выборов в Европейский парламент 2024 года, Volt представлен 5 депутатами.
Организация придерживается общеевропейского подхода во многих областях политики, таких как изменение климата, миграция, экономическое неравенство, международные конфликты, терроризм и влияние технологической революции на рынок труда.

## История
Volt Europa была основана 29 марта 2017 года итальянским политиком-проевропеистом Андреа Венцоном при поддержке французской юристки Коломб Каэна-Сальвадор и немецкого журналиста и бизнес-консультанта Дамиана Бёзелагера. По словам основателей, создание новой партии стало их реакцией на растущий в мире популизм и на Brexit. В марте 2018 года первая национальная структура была основана в Гамбурге (Германия). Ныне Volt Europa имеет свои дочерние партии в каждом государстве-члене Европейского союза. Самая крупная из них располагается в Италии, где в партию вступило более 1500.
Первоначально организация называлась Vox Europe, затем она была зарегистрирована как некоммерческая ассоциация в Люксембурге под названием Volt Europa. В мае 2019 года движение насчитывало более 25 000 членов в 32 европейских странах, оно было зарегистрировано как политическая партия в 12 странах ЕС и выставило кандидатов в восьми из них. Сообщается, что около 70 % нынешних членов не были политически активными до присоединения к «Вольт».
27 и 28 октября 2018 года Volt Europa провела заседание своей Генеральной ассамблеи в Амстердаме, на котором была представлена программа «Амстердамская декларация для Европейского парламента» (англ. Amsterdam Declaration programme for the European Parliament).
22—24 марта 2019 года Volt Europa провела в Риме свой первый Европейский конгресс, на котором представила своих кандидатов в Европейский парламент. Список основных докладчиков включал:
- Паоло Джентилони, бывший премьер-министр Италии и президент итальянской Демократической партии;
- Эмма Бонино, итальянский сенатор, бывший еврокомиссар по здоровью и безопасности пищевых продуктов, бывший депутат Европейского парламента и бывший член итальянского правительства;
- Энрико Джованнини, бывший итальянский министр;
- Марселла Пануччи, генеральный директор Всеобщей конфедерации итальянской промышленности;
- Сандро Гози, Президент Союза европейских федералистов[англ.] (СЕФ);
- Антонио Наварра, президент Средиземноморского центра по изменению климата.

## Политическая программа
В 2018 году партия Volt определила «фундаментальные вызовы 5+1», решение которых она назвала решающими для улучшения ситуации в Европейском Союзе.
Умное государство – Модернизация государственных услуг, системы образования, здравоохранения, правовой системы и многих других через цифровизацию.
Экономический ренессанс – внедрение элементов циркулярной, зелёной и синей экономических моделей. Гармонизация и унификация корпоративного налогообложения и фискальной системы на европейском уровне.
Социальное равенство – соблюдение права человека и равенства возможностей независимо от расы, пола, сексуальной ориентации, дохода, происхождения. Обеспечение всеобщего бесплатного здравоохранения, начального, профессионального и высшего образования, установление общеевропейской минимальной заработной платы.
Глобальный баланс – устойчивая и ответственная политика в сельском хозяйстве и торговле, меры по решению проблем изменения климата и кризиса беженцев, а также поддержка трудовой миграции и сотрудничества в целях развития
Расширение прав и возможностей граждан – большая субсидиарность, социальная ответственность и демократия участия. Усиление вовлечённости граждан за счет участия в политике не только через выборы. Улучшение информирования граждан о принятых политических решениях.
Европейская реформа - федерализация государств ЕС с большей ответственностью за свои регионы и города. Построение единой Европейской армии.
К другим инициативам относятся так же развитие интегрированной железнодорожной сети Европы с единым билетом - EuroTrain, легализацию каннабиса и декриминализацию некоторых наркотических веществ, легализацию пассивной и активной эвтаназии, защита прав ЛГБТ, легализацию и регуляцию сексуальных услуг.
Согласно предвыборной программе Moonshot (2024-2029) предлагается внедрение Европейского базового дохода (EBI) по модели отрицательного налогообложения, при которой граждане с доходом ниже определённого уровня получают выплаты вместо уплаты налогов. EBI, таким образом, может послужить предшественником Безусловного базового дохода. EBI призван усилить социальную защиту, одновременно стимулируя занятость и помогая избежать “ловушек бедности”. Выплаты будут осуществляться Министерством финансов ЕС из бюджета ЕС с учётом региональных различий, чтобы обеспечить минимум 500 стандартов покупательной способности.
При выработке инициатив партия стремится использовать лучшие глобальные практики. Если какое-либо нововведение где-либо имело успех, эту практику рекомендуется воспроизводить и в других регионах Европы. Например, в вопросах урбанистики предлагается тиражировать опыт Нидерландского города Утрехт, где реализована одна из лучших в мире велосипедных инфраструктур. В вопросах цифровизации госструктур предлагается использовать успешный опыт Эстонии. В декриминализации наркотических веществ - опыт Португалии.
Различные СМИ оценивают партию как прогрессивные технократы с левым уклоном
или партией с комбинацией “красных” (левые), “жёлтых” (либералы) и “зелёных” идеологий. Организация описывается как нацеленная на содействие демократии на уровне ЕС и подчёркивает важность единого европейского голоса, который слышен в мире. Кроме того, Volt Europa поддерживает идею федеративной Европы с сильным Европейским парламентом, в которой граждане станут центром европейской демократии.
Volt Europa отличается от других проевропейских движений, таких как Пульс Европы или Союза европейских федералистов, поскольку стремится участвовать в европейских, местных и национальных выборах через свои дочерние организации в государствах-членах ЕС.
Volt Europa сравнивают с движением Эмманюэля Макрона «Вперёд, Республика!», с такими проевропейскими партиями, как NEOS в Австрии и общеевропейским движением DiEM25.

## Национальные структуры

### Австрия
«Вольт Австрия» (нем. Volt Österreich) зарегистрировано как партия в Австрии и планировало принять участие в европейских выборах в 2019 году, но необходимые для этого 2600 подписей не были собраны вовремя, поэтому Volt Europe не получила права участвовать в выборах в Австрии. Партия попытается снова баллотироваться на предстоящих общенациональных выборах в Австрии 2019 года.

### Болгария

Логотип партии Вольт Болгария

«Европейская партия „Вольт“» (болг. Европейска партия "Волт") — зарегистрирована как болгарская политическая партия в 2018 году. На выборах в Европейский парламент 2019 года партия набрала 0,18 % голосов. «Вольт Болгария» также участвовала в местных выборах в 2019 году со списком коалиции «Вместе за перемены» и завоевала три места в местных советах, получив 7,12 % голосов в Хасково, 6,12 % в Родопи и 6,39 % в Сопоте. «Вольт Болгария» участвовала в парламентских выборах в апреле 2021 года в Болгарии в составе антиправительственной коалиции «Вставайте! Мафия вон!», завоевавшей 14 мест в болгарском парламенте. Возглавляет партию предприниматель и политик Настимир Ананиев.
Явилась одним из учредителей блока Продолжаем перемены занявшей первое место на выборах в Национальное собрание.

### Германия
«Вольт Германия» (нем. Volt Deutschland) зарегистрировано как партия в Германии и, таким образом, имеет право участвует в выборах в Федеративной Республике Германии. Программа Volt Deutschland для европейских выборов 2019 года идентична программе других европейских секций и основана на «Амстердамской декларации», которое также является фундаментальной для Volt Europe. Первоначальный акцент будет сделан на пяти «проблемах», которые Volt Germany хочет решить на местном, региональном и национальном уровнях, а именно «интеллектуальное государство, социальное равенство, экономическое возрождение, политически активное гражданство» и «глобальный баланс». В дополнение к этим приоритетам планируется провести транснациональную реформу ЕС в соответствии с программами Volt Germany и Volt Europe. На европейских выборах 2019 года Volt Deutschland набрал 248 824 голоса или 0,7 % от общего числа голосов в Германии. Будучи лидером списка, Дамиан Фрайхерр фон Бёзелагер получит одно из 96 мест от Германии в Европейском парламенте. Наибольшей популярностью Volt Deutschland пользовался в городах. Самый высокий процент голосов (2,9 %) был получен в Гейдельберге, в Мюнхене и Карлсруэ партия набрала 2,2 % голосов, в двух крупнейших немецких городах, Берлине и Гамбурге, по 1,2 %. На одновременно проходивших местных выборах в Майнце «Вольт» получил 1,2 % голосов на выборах в городской совет и будет представлен там одним депутатом.

### Нидерланды
«Вольт Нидерланды» (нидерл. Volt Nederland) было основано 23 июня 2018 года в Утрехте и участвовало в европейских выборах в мае 2019 года. Согласно предварительному официальному результату, движение набрало 1,9 % голосов и, таким образом, не получил ни одного из 26 мест от Нидерландов.

### Италия
В Италии Volt Europa приняло участие в муниципальных выборах в Нови-Лигуре через свое итальянское отделение Volt Italia, получив 1,43 % голосов.

### Швейцария
«Вольт Швейцария» (англ. Volt Switzerland) сообщает о регулярных встречах в различных городах Швейцарии, но не зарегистрирован как партия и не участвует в выборах. Это отчасти связано с тем, что Швейцария не имеет членства в Европейском Союзе.

### Украина
«Вольт Украина» (англ. Volt Ukraine) было основано в июле 2022 года. Ее основателем и председателем является Михаил Побегай, ветеран войны, глава общественной организации «Земля Свободных». Вольт Украина выступает за вступление Украины в ЕС, а также большей военной поддержки западными партнерами и европейской ориентации Украины. Члены «Вольт Украина» также поддерживают украинцев, которые вынуждены были покинуть Украину из-за войны и организуют их проживание в ЕС.

## Выборы

### Выборы в Европейский парламент (2019)
| Страна         | Ведущий кандидат                     | Голоса | Места | Примечания                                   |
| -------------- | ------------------------------------ | ------ | ----- | -------------------------------------------- |
| Германия       | Дамиан Бёзелагер, Мари-Изабель Хейсс | 0,67 % | 1     | –                                            |
| Нидерланды     | Рейнир Ван Лансхот                   | 1,9 %  | 0     | –                                            |
| Бельгия        | Кристоф Калис, Марсела Валькова      | 0,48   | 0     | Участвовало только во Фламандском сообществе |
| Болгария       | Настимир Ананиев                     | 0,18 % | 0     | —                                            |
| Люксембург     | Рольф Таррах                         | 2,1 %  | 0     | –                                            |
| Швеция         | Микаэль Хольц                        | н/д    | н/д   | –                                            |
| Испания        | Бруно Санчес-Андраде Нуньо           | 0,14 % | 0     | –                                            |
| Великобритания | Андреа Венцон                        | 0,00 % | 0     | Независимый кандидат в Лондоне.              |

Во Франции (не удалось собрать €800 000), Италии (не удалось собрать 150 000 подписей), Австрии (не удалось собрать 2600 подписей) и Португалии (не удалось собрать 7,500 подписей) участие в выборах планировалось, но партии не удалось зарегистрироваться.

### Выборы в Европейский парламент (2024)
По итогам выборов в Европейский парламент 2024 года, Volt увеличил количество представителей до 5. Партию будут представлять Анна Строленберг и Рейнир ван Лансхот, оба из Нидерландов, а также Дамиан Бёзелагер, Нела Риль и Кай Тегетхофф, все трое из Германии.

## Финансирование
Volt Europa использует краудфандинг и прямые пожертвования, чтобы финансировать свою деятельность. Партия заявляет, что она раскрывает на своём веб-сайте каждое пожертвование на сумму свыше 3000 евро за пожертвование или от одного донора в год в течение 15 дней с момента его получения. В качестве двух крупнейших доноров на сайте партии указана «Инициатива Открытое общество для Европы» (19 191 евро) и бизнесмен Кристиан Олдендорф, основатель и генеральный директор ParkU (25 000 евро). На сайте Volt Deutschland перечислены ещё несколько доноров. Среди них, Кристиан Олдендорф (95 000 евро) и Клаус фон Лопер (20 000 евро), а также Procudo GmbH, Людвиг Дуглас и Леопольд Дуглас (по 10 000 евро).